# Portada/article octubre 24

## Ceràmica i mosaics de l'Hospital de la Santa Creu i Sant Pau
La decoració en ceràmica i mosaics de l'Hospital de la Santa Creu i Sant Pau de Barcelona és molt extensa i destaca sobre la resta de tècniques artesanes aplicades dins el recinte. La decoració amb mosaics es troba principalment a l'edifici d'administració, un pavelló destinat a ubicar les àrees no vinculades amb l'atenció als malalts.